# ヘルハウス (映画)
『ヘルハウス』（原題：The Legend of Hell House）は、1973年制作のイギリス・アメリカのホラー映画。
リチャード・マシスン原作のホラー小説「地獄の家」（Hell House）の映画化。マシスンは脚本も担当している。

## あらすじ
著名な物理学者のバレットは、ルドルフ・ドイッチという億万長者の依頼で、心霊現象が起きるという噂がある古い大邸宅ベラスコ・マンションにまつわる謎を調べることになった。
バレットは妻のアン、霊感のある若い娘フローレンス、20年前にこの邸の調査に参加してただ一人生き残った霊媒師フィッシャーと共に調査を始める。
この邸は1919年にエメリック・ベラスコという富豪が建てたもので、彼はありとあらゆる悪業を重ねた末、ある夜のパーティーを最後に行方不明となり、パーティに出席した27名の親類縁者たちの惨殺死体が残されていたという。
バレットはあらゆる物理的力をはね返す電磁気装置“リバーサー”を邸内に設置して調査を始める。
ある日、フローレンスはベラスコの息子・ダニエルのミイラ化した遺体を見つけるが、バレットは一連の怪奇現象の原因はフローレンスにあると考えており、彼女の証言を無視する。その後、バレットはリバーサーの電源を入れようとするが、ダニエルの霊に取りつかれたフローレンスに装置を破壊される。装置の重要な部分は無事だったものの、フローレンスが死亡する。また、バレットもリバーサーを点検しようとした際に死亡する。
生き残ったフィッシャーとアンは、礼拝堂の奥に金属で囲われた部屋があるのを見つけ、その中でベラスコ本人の遺体を見つける。

## キャスト
| 役名                       | 俳優                   | 日本語吹替                           |
| 役名                       | 俳優                   | フジテレビ版                         |
| -------------------------- | ---------------------- | ------------------------------------ |
| ライオネル・バレット       | クライヴ・レヴィル     | 小林昭二                             |
| フローレンス・タナー       | パメラ・フランクリン   | 岡本茉莉                             |
| ベンジャミン・フィッシャー | ロディ・マクドウォール | 富山敬                               |
| アン・バレット             | ゲイル・ハニカット     | 池田昌子                             |
| エメリック・ベラスコ       | マイケル・ガフ         | 千葉耕市                             |
| ルドルフ・ドイッチ         | ローランド・カルヴァー | 杉田俊也                             |
| ハンレー                   | ピーター・ボウルズ     | 仁内達之                             |
|                            |                        |                                      |
| 演出                       | 演出                   | 山田悦司                             |
| 翻訳                       |                        |                                      |
| 効果                       |                        |                                      |
| 調整                       | 調整                   | 杉原日出弥                           |
| 制作                       | 制作                   | トランスグローバル                   |
| 解説                       | 解説                   | 高島忠夫                             |
| 初回放送                   | 初回放送               | 1977年11月4日 『ゴールデン洋画劇場』 |

※吹替はBlu-ray/HDリマスター版DVDにのみ収録。